# Sistema Norfolk

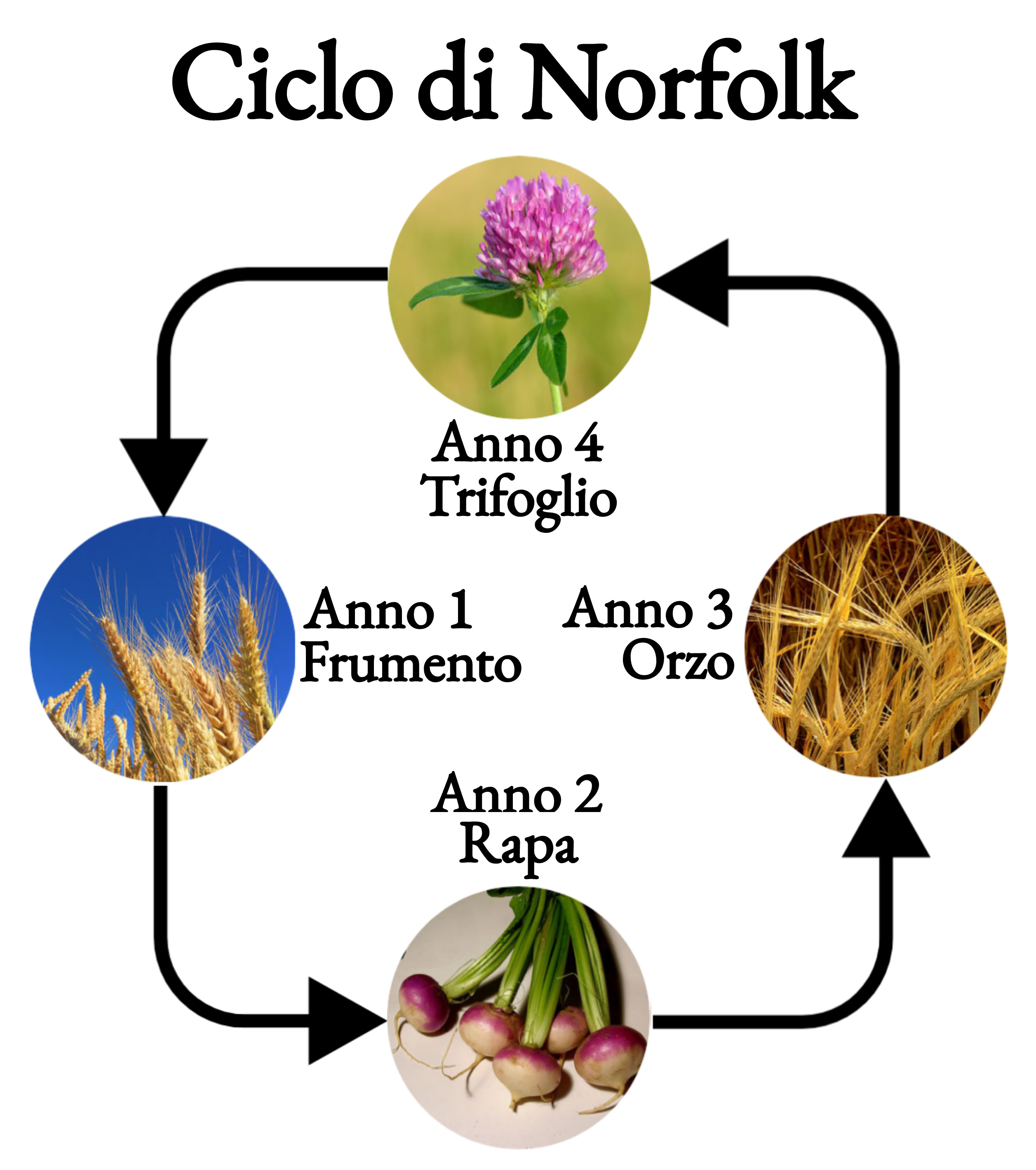
Schema esplicativo del ciclo di Norfolk

Il sistema Norfolk, o rotazione di Norfolk, o anche ciclo del Norfolk (in inglese Norfolk four-course system) è un metodo di rotazione delle colture quadriennale nato sul finire del XVII secolo (in età moderna) nell'omonima contea di Norfolk nel Inghilterra.

## Funzionamento
Il sistema consiste in una rotazione quadriennale di quattro specifiche colture. Ogni anno su un campo viene coltivata una delle colture secondo uno specifico ordine (inizialmente frumento, poi rapa, dopo ancora orzo e infine trifoglio) e dopo che il ciclo di rotazione è concluso, al quinto anno esso ricomincia daccapo con la prima coltura.
Il sistema Norfolk quindi, a differenza del precedente sistema di rotazione triennale che prevedeva campi lasciati a maggese per un anno ogni due che venivano coltivati, sfrutta costantemente i campi coltivandoli ogni anno senza doverli lasciare a riposo.
Il trifoglio (4º anno) veniva coltivato per le sue grosse di quantità di azoto che rendono fertili il terreno per questo esso veniva semplicemente tagliato o lasciato al pascolo degli animali (per fertilizzare il suolo in vista della coltivazione dell'anno seguente a frumento), mentre le rape (3º anno) per sfamare il bestiame in inverno. Storicamente l'utilizzo del sistema Norfolk avvenne in concomitanza con l'allevamento di bestiame (in genere mucche e pecore) in quanto gli animali, dopo essere stati sfamati con un'alimentazione migliore permessa dalla coltivazione delle rape, producevano grosse quantità di letame (in un'epoca dove era scarso) che poi veniva riutilizzato a sua volta per fertilizzare i campi coltivati.
Colture utilizzate 

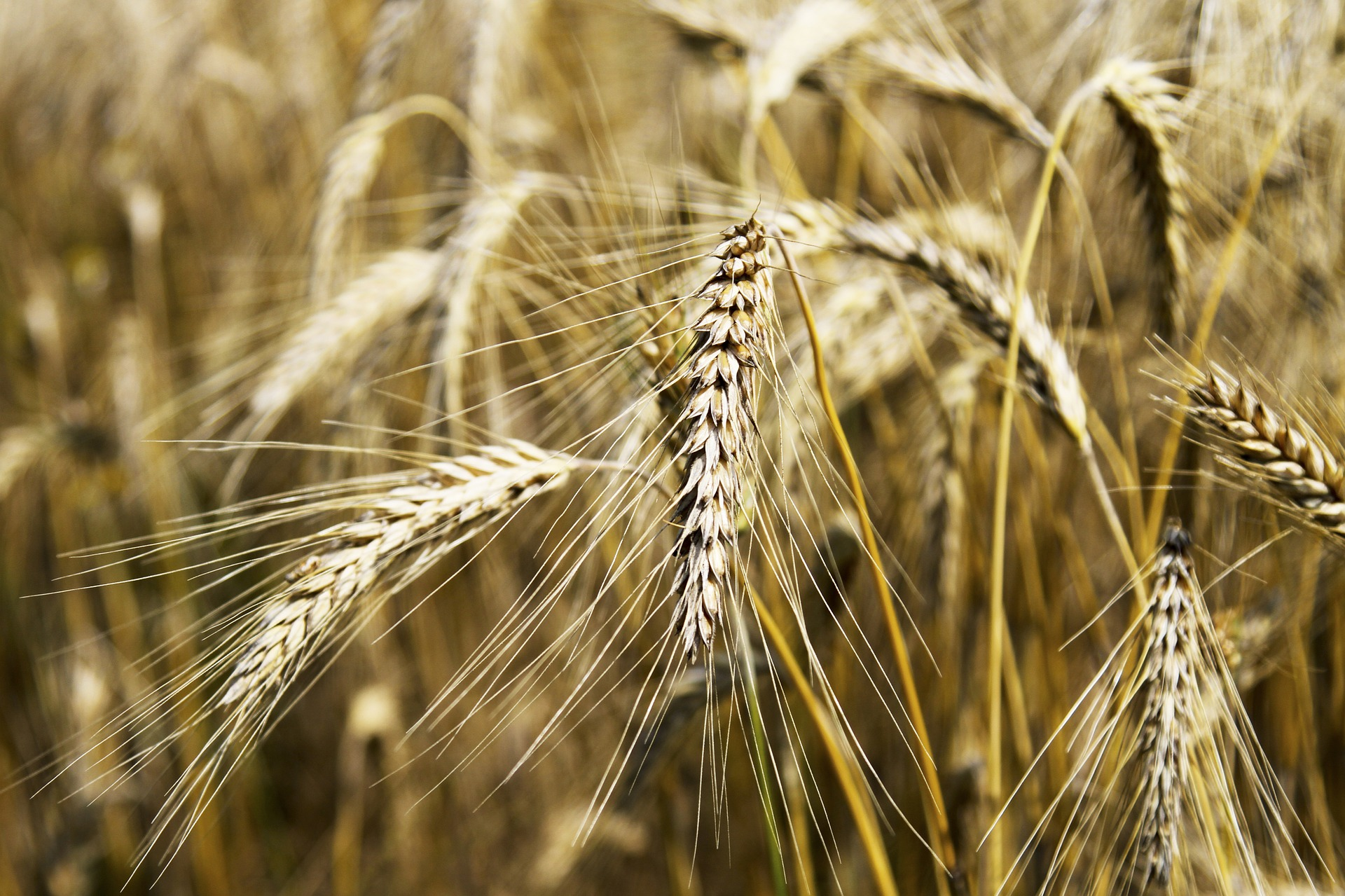
Frumento
Rape
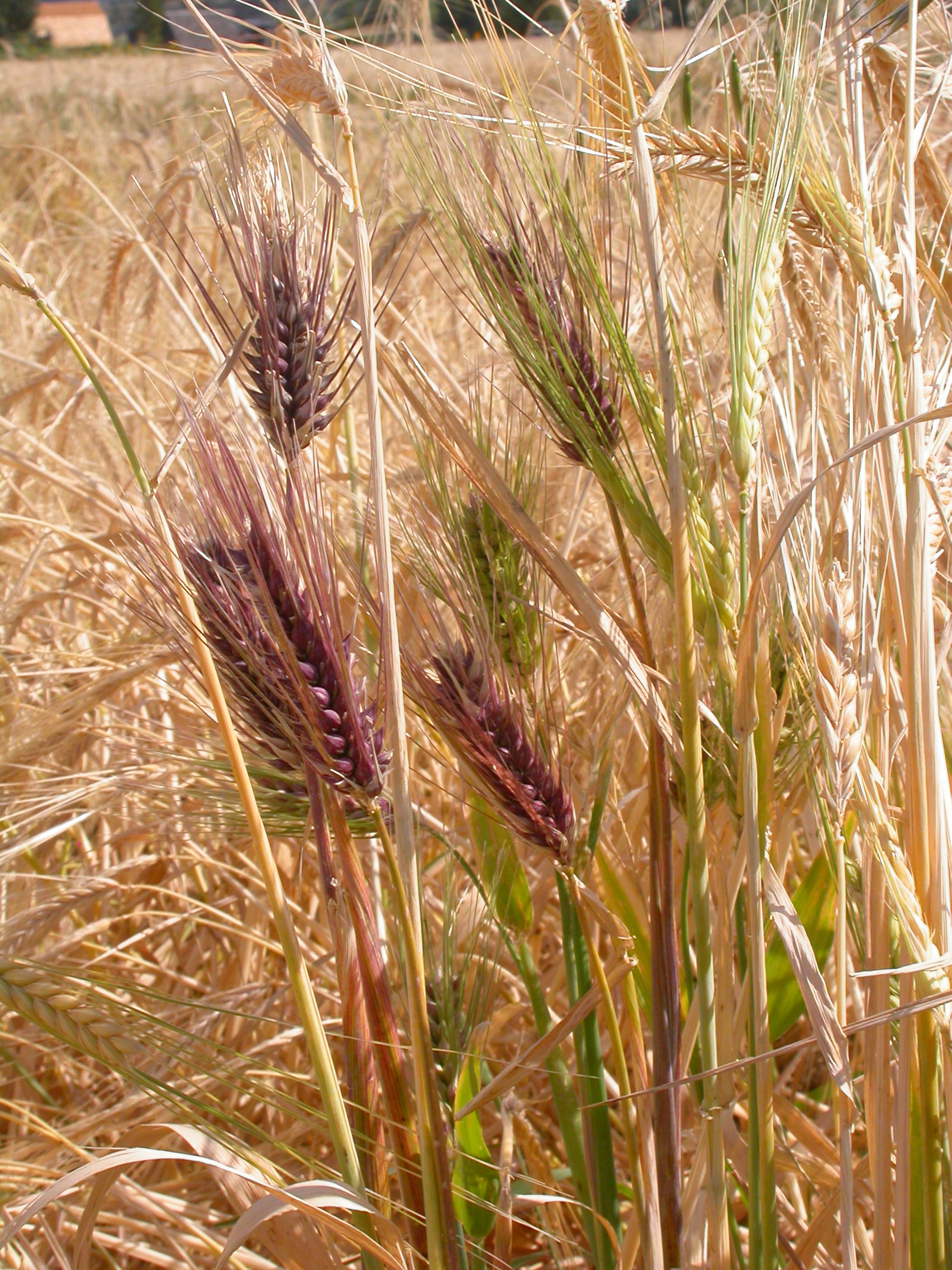
Orzo
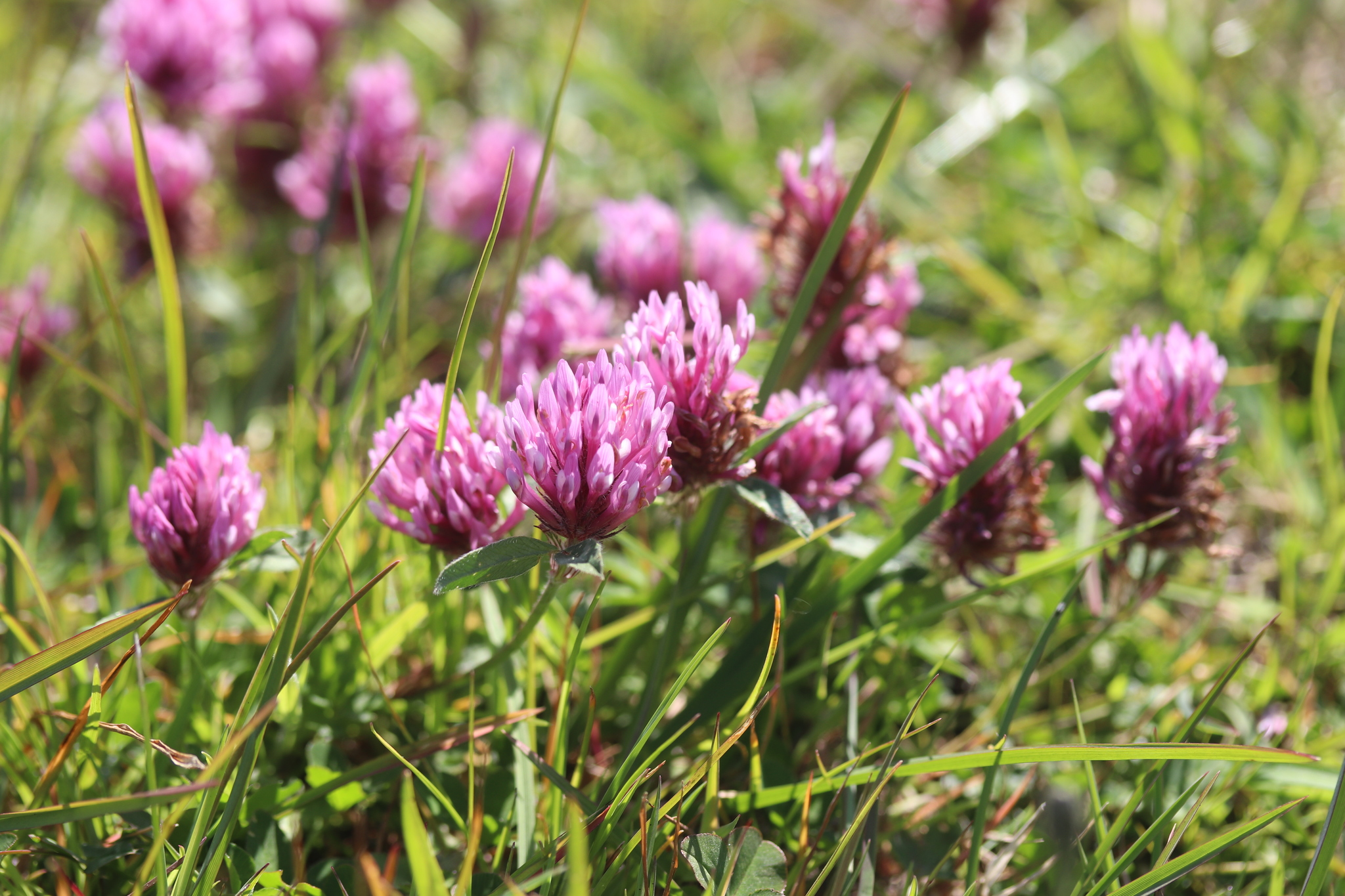
Trifoglio

## Storia

Posizione dell'attuale contea di Norfolk

Il sistema Norfolk fu ideato verso la fine del XVII secolo nella contea di Norfolk, in Inghilterra, e nella metà del XVIII secolo era ormai largamente utilizzato in tale contea, ma fuori da essa si diffuse significativamente solo a partire dal 1800, quando divenne particolarmente popolare in Inghilterra nei terreni appena recintati durante il fenomeno delle enclosures, così come nell'Europa continentale.